# Víctor Estay
Víctor Manuel Estay Vásquez (24 febbraio 1951) è un ex calciatore cileno, di ruolo attaccante.

## Carriera

### Club
Ha giocato in patria con Deportes Concepción, Unión Española, Deportes La Serena e Rangers de Talca.

### Nazionale
Nel 1979 ha giocato 6 partite in Nazionale, prendendo parte alla Copa América di quell'anno.